# Милосърдието на Тит
Вижте пояснителната страница за други значения на Милосърдието на Тит.
„Милосърдието на Тит“ (на италиански: La clemenza di Tito) е опера в две действия, композирана от Волфганг Амадеус Моцарт по италианско либрето на Катерино Мацоло, базирано на пиеса на Пиетро Метастазио.
„Милосърдието на Тит“ е композирана през последната година от живота на Моцарт, след като основната част от последната му опера „Вълшебната флейта“ вече е готова. Премиерата на „Милосърдието на Тит“ е на 6 септември 1791 година в Прага.